# Rolf Fister
Rolf Fister, nemški general in politik, * 12. oktober 1929, † 19. marec 2007.
Med letoma 1973 in 1990 je bil vodja Preiskovalnega oddelka Ministrstva za državno varnost Nemške demokratične republike, ki je nadziral režimske oporečnike v Vzhodni Nemčiji.